# Marquina-Jeméin
Marquina-Jeméin (oficialmente en euskera: Markina-Xemein) es un municipio vizcaíno de  la comunidad autónoma del País Vasco en España. Pertenece a la comarca de Lea-Artibai. Tiene 4999 habitantes y una superficie de 45 km² con una densidad de 111,09 habitantes por km². Ostenta el título de «muy noble y muy leal villa».
El municipio se formó en 1952 por la fusión de la villa de Marquina y la vecina anteiglesia de Jeméin. Cenarruza-Bolívar perteneció al municipio desde 1969 hasta 2005.

## Toponimia
El actual municipio se originó en 1952 por la fusión de la villa de Marquina y la anteiglesia de Jeméin. El municipio se denominó por tanto oficialmente Marquina-Jeméin. En 1984 el municipio adoptó la denominación oficial de Markina-Xemein, adaptando la grafía en lengua vasca.

### Marquina
Sobre la etimología de "Marquina" hay dos teorías principalmente.
La primera la relaciona con la condición fronteriza que tuvo la zona en la Edad Media haciendo derivar el topónimo de la palabra "marca" (quizá significando Marquina simplemente "pequeña marca") o de "marra" (línea, límite). Esta teoría ya fue propuesta por Pablo Pedro Astarloa hace algo más de 200 años.
Esta teoría se basa en el hecho de que durante la Edad Media el nombre de Marquina hacía referencia a la comarca fronteriza situada entre Vizcaya y Guipúzcoa, que comprendía la cuenca del río Artibai y la cuenca baja del Deva.
Marquina era el nombre de una de las merindades en las que se dividía el Señorío de Vizcaya, la que ocupaba la parte central del valle del Artibai, conocido también como valle de Marquina. En el lado guipuzcoano, en el valle del Deva, la zona donde se fundarían Éibar y Placencia de las Armas se denominaba Marquina de Yuso y la zona donde se fundaría Elgóibar, Marquina de Suso. La propia Elgóibar, fundada en 1346, se denominó Villamayor de Marquina, aunque el nombre no tuvo éxito y acabó desapareciendo.
Según esta teoría el nombre de Marquina aludiría a la condición de la zona como distrito fronterizo entre Vizcaya y Guipúzcoa, quizás por aquel entonces sin límites claramente definidos entre ambos territorios. En el siglo XIV era un territorio conflictivo y peligroso debido a las incursiones de los banderizos de un territorio en el otro.
En un lugar del territorio de la Merindad o valle de Marquina, en su parte vizcaína, es donde en 1355, el señor de Vizcaya Don Tello funda una villa de nueva planta a la que denomina Villaviciosa de Marquina. Con el paso del tiempo, esta villa deja de ser conocida como Villaviciosa y pasa a ser conocida únicamente como Villa de Marquina o simplemente Marquina, tomando para sí el nombre que antaño se refería a toda una comarca. Este proceso correría parejo al de que el resto del territorio, especialmente en la parte guipuzcoana, dejase de ser conocido por ese nombre. 
La segunda teoría considera que Marquina es un antropónimo derivado del nombre propio femenino latino Marcina, con la posterior evolución Marcina -> Markina a nivel de pronunciación. Esta teoría se basa en el hecho de que existe otra localidad denominada Marquina en Álava, cuyo nombre no se puede hacer derivar tan fácilmente de la palabra marca y también existe otro topónimo alavés Marquijana, que se puede derivar a partir de Marcina.
El actual nombre vasco del topónimo "Markina" se debe a la adaptación de "Marquina" a las reglas ortográficas contemporáneas de la lengua vasca Marquina -> Markina.

### Jeméin
El origen del nombre de Jeméin no está claro. La etimología más extendida relaciona el nombre del pueblo con el nombre propio medieval "Xemeno" (actualmente Jimeno). Xemeno -> Xemen -> Xemein -> Jeméin.
En castellano la evolución Xeméin -> Jeméin se produce en los siglos XVII-XVIII, en los que se velarizó el sonido consonante que actualmente se representa como J. En la lengua vasca se conserva la pronunciación de la sibilante fricativa postalveolar sorda (similar a la sh en inglés o a la ch en francés), que se escribe en este idioma con la X, por lo que oficialmente y en euskera el nombre del pueblo se escribe a la antigua usanza castellana como "Xemein".

## Símbolos
El escudo de Marquina-Jeméin está constituido por los dos escudos de las entidades que formaron el municipio, la villa de Marquina y la anteiglesia de Jeméin. El de la villa consta de dos lobos andantes y sobre estos una cruz. El de la anteiglesia, un árbol con dos lobos pasantes al tronco. En la bordura figura la leyenda "Muy Noble y Muy Leal Villa de Marquina-Jeméin".

## Geografía
La villa de Marquina-Jeméin se sitúa en el extremo nordeste de la provincia de Vizcaya, en la parte media de la cuenca del Artibai, justo en la confluencia de este río con su afluente Urko en el límite con Guipúzcoa. El terreno es accidentado con varios montes que alcanzan los 800 o 900 m de altitud.
Limita con los siguientes municipios; al norte con Amoroto y Berriatúa, al sur con Mallavia y Bérriz, al este con Echevarría, Mendaro (Guipúzcoa) y Éibar (Guipúzcoa), al oeste con Cenarruza-Bolívar.
El núcleo urbano lo componen los dos núcleos primitivos, el de la anteiglesia de Jeméin y la villa de Marquina que ya forman una única unidad urbana. En ella vive la mayoría de la población. Este núcleo, de forma triangular, se asienta en la unión de los valles del Artibai y del Urko. La estructura urbana de la antigua villa medieval se conserva muy bien y a su alrededor se han desarrollado las diferentes ampliaciones urbanas hasta que el núcleo de la anteiglesia quedó incorporado. Al lado del núcleo medieval se abre una gran plaza que tiene como característica principal su gran superficie de hierba. El resto de la población reside en los diferentes barrios rurales.
El municipio está constituido, además del núcleo urbano, por los barrios de Iturreta, Barinaga, Urberuaga, Amalloa, Iruzubieta, Larruskain, Plazakola, Goierri, Atxondoa, Barroeta, Erdotza y Meabe.
La población del municipio es en su mayoría vascoparlante, sobre un 88 %, y se habla el dialecto vizcaíno del euskera aunque la mayor parte conoce el euskera batua.

### Hidrografía
El principal río que atraviesa el municipio es el Artibay; a él se suman los afluentes que vienen desde las dos laderas del valle. El principal, que entra por la derecha es el Urko que procede del monte del mismo nombre y corre por el valle donde se asienta Echevarría. Otro importante afluente es el Aramalloa que viene del barrio rural de Larruskain.
Todos los ríos son cortos y de caudal muy variable. Actualmente sus aguas están saneadas al existir una red de recogida de las aguas sanitarias y una depuradora. La parte norte del municipio tiene pendiente esta infraestructura. Las orillas de los ríos no están muy alteradas. Únicamente en su recorrido urbano han sido modificadas para proceder a su encabezamiento.
En el barrio de Urberuaga hay un manantial de aguas minero-medicinales que se explotaron en un balneario que fue relevante a principios del siglo XX. Estas aguas salen calientes, de ahí el topónimo del lugar ur = agua, beru = caliente y aga = sitio donde hay, es decir, sitio donde hay agua caliente.

### Orografía
Rodeada de montes de alturas de entre los 700 y los 900 m y debajo del monte Oiz (1.036 m) el valle se abre en el punto donde se asienta el municipio. Destacan las cimas de Kalamua (767 m), Urko (791 m), Urregarai (697 m) y Zapola (551 m).
La composición de estas montañas es principalmente de roca caliza lo que hace que abunden las canteras de mármol y de piedra para la construcción y que una de las principales especies de árboles que los pueblan sea la encina atlántica, que acompaña a las especies típicas como el haya, el roble o el castaño. Hay muchas plantaciones de pino insignis destinadas a la explotación forestal.

## Historia
Hay yacimientos arqueológicos de la cueva de Kobaua y Axpe que atestiguan presencia humana en estas tierras en los períodos Mesolítico y Eneolítico o los dólmenes y túmulos de Kalamua y Urko. También se han hallado hachas de bronce en Iruzubieta y Kutxinobaso así como un conjunto de monedas romanas en Iruzubieta.
En el siglo X surge el núcleo religioso de Iturreta, en la ermita de San Cristóbal hay restos del siglo XI. Los sepulcros de la colegiata de Cenarruza, que hoy ya no pertenece a Marquina, están datados en el siglo X.
El infante Don Tello, Señor de Vizcaya, de Aguilar de Campoo, Castañeda y Lara (hijo de Alfonso XI de Castilla) funda la villa de Villaviciosa de Marquina el 6 de mayo de 1355. Otorga la carta puebla en Bermeo después que la Junta del Señorío de Vizcaya le otorgara la correspondiente autorización. Se le concedió el fuero de Bilbao.
La villa se funda en tierras de la anteiglesia de Jeméin, en el llano de Azpilza, y su función es defensiva como bien queda reflejado en la propia Carta puebla que dice:

Porque los hijodalgos de la Merindad de Marquina me mostraron y dijeron por excrito que cada vez que acaeciere, los de Tierras de Guipúzcoa querían entrar para robar y hurtar en tierras de Vizcaya, que no había otro lugar por do entrar sino por los campos que dicen de Azpilza, que es en el término de Marquina, por la cual dicha entrada habían entrado muchas veces en los tiempos pasados.

La fundación de la villa no da pie a que los pobladores de la anteiglesia, pertenecientes a la Tierra Llana, puedan establecerse en ella y adquirir los derechos que pudieran tener los villanos, esto también queda claramente reflejado en la Carta Puebla:

...pero tengo por bien que no entren a poblar ni a morar en dicha villa algunos de mis labradores de tierra de Vizcaya que agora son mis pecheros ni ninguno de ellos porque no pierda los pedidos y derechos que de ellos he de haber.

y como se establecía en tierras controladas por el monasterio que estaba en Jeméin, llamado Monasterio de Jemeingane, Don Tello ata la pérdida de recursos que dicha fundación pudiera causar, así lo especifica:

...ellos habrán de usar forzosamente y por cuanto dicho Monasterio y rendía mil doscientos maravedises al año, ellos y los que morasen en la dicha villa en adelante me pagarían la dicha renta y que pudieren usar de dicho Monasterio y su haber o propiedad de todo lo que a él pertenecía.

La fundación de la villa conlleva la construcción de murallas y de edificios en su interior. El trazado urbano original está bien conservado y hay rastros de algunos de aquellos primeros edificios como el palacio Mugártegui. La muralla rodeaba todo el núcleo urbano hay una descripción de la misma por Juan J. de Mugártegui que lo dice así:

...Partía la cerca desde el extremo occidental de las casas de Solarte, que ocupaban el terreno en donde se encuentra la casa-palacio de Mugártegui, siguiendo por la zaguera de las casas de la calle Oquerra hasta el extremo Este de esta calle, desde donde continuaba por detrás de las casas de la calle de Ciar-calía hasta unirse con la Torre de Ibita, que estaba edificada en donde actualmente está la Fonda del Prado. Desde esta casa-torre, se unía por medio de un arco con su correspondiente portillo, con el trozo de muro que iba por el lado del Mediodía hasta llegar a la esquina de la casa de Arrate, desde donde, cogiendo todo el lado oeste de la parroquia de San Pedro de Elejabarría, terminaba uniéndose con las casas de 
Solarte.

La villa de Marquina fue un centro de producción de armaduras de referencia en el País Vasco ya que en los documentos reales se puede ver que en los años 1471, 1495 y 1499 que se les encargó la producción de arneses para los continos, es más, un delegado del rey portugués enviado a la zona a comprar armas se refería a la población como honde he os armeiros.
La villa debía de utilizar la iglesia de Jeméin. Este hecho y algún otro fueron el origen de muchos pleitos que mantuvieron los de Marquina con los de esta anteiglesia. También los hubo con los de San Andrés de Echevarría. Estos pleitos duraron hasta el siglo XVII.
En la primera mitad del siglo XVIII se inicia una reforma generalizada de los edificios del casco histórico que se mantendría hasta el siglo siguiente. Hubo protestas por el precio del cereal y los vecinos estuvieron organizados con motivo de la guerra de la Convención (1793-1795).
La guerra de Independencia y las guerras carlistas (en la primera Marquina organizó el batallón Larruskain que fue muy activo) marcaron el siglo XIX, que si bien no causaron daños al pueblo sí tuvieron costes económicos importantes.
En la guerra civil la villa quedó en la línea del frente en la parte leal a la República todo el invierno de 1936-1937. Entre septiembre de 1936 y abril de 1937 sufrió varios bombardeos por parte de las fuerzas sublevadas, en el casco urbano, en un edificio marcado como hospital y en sus inmediaciones, en el convento de los carmelitas, en los montes Kalamua y Urcarregui, en Larruscain, en Meabe y en Urberuaga, constando bombardeos rebeldes en 29 fechas distintas. Además, la aviación republicana bombardeó alrededores de Marquina en cinco fechas de octubre y en una de diciembre de 1936, buscando atacar las posiciones rebeldes.
En 1952 se fusionan la villa de Marquina y la anteiglesia de Jeméin y constituyen el municipio de Villa de Marquina-Jeméin, al que en 1969 se sumaría la anteiglesia de Cenarruza-Puebla de Bolívar que se separaría en 2005.

## Demografía
Marquina-Jeméin cuenta con una población de 5078 habitantes (INE 2024).
| Gráfica de evolución demográfica de Marquina entre 1842 y 1950 |
| |
| Población de derecho según los censos de población del INE Población de hecho según los censos de población del INEEn estos censos se denominaba Villaviciosa de Marquina: 1857 y 1860 Entre el censo de 1960 y el anterior, este municipio desaparece porque se agrupa en el municipio 48060 (Marquina Jemein) |

| Gráfica de evolución demográfica de Marquina-Jeméin entre 1960 y 2021 |
| |
| Población de derecho según los censos de población del INE Población de hecho según los censos de población del INEEn estos censos se denominaba Marquina-Jemein: 1970, 1981 y 1991 Entre el censo de 1960 y el anterior, crece el término del municipio porque incorpora a 48511 (Cenarruza) Entre el censo de 2011 y el anterior, disminuye el término del municipio porque independiza a 48915 (Ziortza-Bolibar)- Nota: Este hecho se produjo en 2005 Entre el censo de 1960 y el anterior, aparece este municipio porque se fusionan los municipios 48524 (Jemein) y 48527 (Marquina) |

### Transporte y comunicaciones
Las comunicaciones de toda la comarca de Lea-Artibai actualmente son buenas. Marquina está en un cruce de caminos del que parten varias carreteras secundarias a otras partes de la comarca. La vía principal es la carretera comarcal BI-633 que une Durango con Ondárroa, la BI-3405 que une la anterior con Lequeitio, la BI-3443 que comunica con Aulestia y la cuenca del Lea y la BI-2636 que pasando por Echevarría y el puerto de San Miguel enlaza con Elgóibar y el valle del río Deva. Mediante la BI-3950, esta desde Echevarría, o la BI-4404, pasando por Barinaga y Aguinaga, se llega a Éibar.
No está conectada por autopista ni por ferrocarril con las capitales de provincia vascas.
Aunque se pueden enlazar en Durango, Éibar o Elgóibar, en donde también se enlaza la carretera N-634 que, como la AP-8, comunica con las capitales de Vizcaya y Guipúzcoa.

## Economía
La economía de la villa ha estado basada principalmente en el sector primario aunque el sector industrial ha tenido siempre una presencia importante. La actividad industrial ha sufrido diferentes altos y bajos y ha estado ligada a la de las comarcas vecinas del Bajo Deva y Duranguesado. Los servicios son poco relevantes.

### Sector primario
El sector primario, la agricultura y ganadería ocupa cerca del 10 % de la población activa aunque en muchos casos las explotaciones son de carácter de autocomsumo y como actividad secundaría. Los productos son vendidos en los mercados de la comarca de Lea-Artibai así como de las vecinas. Hay alguna explotación relevante que comercializa sus producciones a niveles más generales. 
La extracción de piedra, tanto para la construcción como mármol, es una actividad importante. La calidad del mármol de Marquina es reconocida internacionalmente y compite, incluso, con el de Carrara (Italia). Destaca el mármol negro.
Como complemento, e incluso sustitución en muchos casos, se da la explotación maderera centrada en plantaciones de pino insignis.

### Sector secundario
El sector secundario ocupa casi al 50 % de la población activa (en muchos caso trabajan en las poblaciones vecinas) centrado en varias fábricas de diferentes tipos, en especial metalúrgicas, y muy relacionado con las zonas industriales de las comarcas vecinas, sufrió una gran crisis en la segunda mitad del siglo XX en donde perdió la fábrica de armas (morteros y munición) de La Esperanza, que cerró sus puertas a finales de los años 80, quedando a finales del siglo únicamente tres o cuatro empresas. La construcción de polígonos industriales y la recuperación económica que ha producido en el comienzo del siglo XXI ha llevado al resurgimiento de esta actividad.

### Sector servicios
El sector servicios, que ocupa cerca el 40 % de la población activa, tiene su base en la hostelería y en los servicios básicos para la población. El comercio no está desarrollado teniendo que acudir sus habitantes a Durango, Éibar o Bilbao para realizar las compras más especializadas.

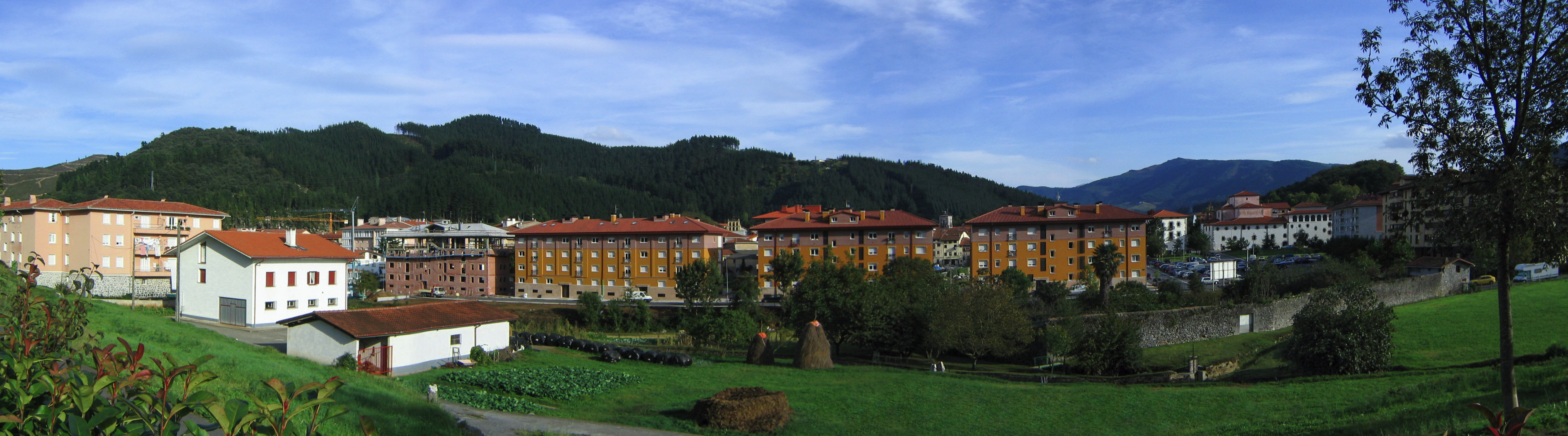
Vista parcial de Marquina

## Administración y política

### Gobierno municipal
Cinco partidos presentaron candidatura a la alcaldía en las elecciones municipales de 2011; PNV, EH Bildu, Aralar, PSOE y PP. Dieron como ganador al PNV pero empatado a concejales con la coalición independentista Bildu. Aralar consiguió un concejal, mientras que PSOE y PP no lograron representación debido a los escasos votos que obtuvieron. Bildu, aunque resultó el segundo partido más votado, consiguió la alcaldía al contar con el apoyo de Aralar. En 2015, junto con la integración de Aralar y Bildu en EH Bildu, la coalición abertzale consiguió revalidar la alcaldía (6) frente al PNV (5). Sin embargo, en las elecciones municipales de 2019 el PNV (6) recuperó la alcaldía ocho años después.
| Partido político                                              | 2023  | 2023  | 2023       | 2019  | 2019  | 2019       | 2015  | 2015  | 2015       | 2011  | 2011  | 2011       | 2007  | 2007  | 2007       |
| Partido político                                              | %     | Votos | Concejales | %     | Votos | Concejales | %     | Votos | Concejales | %     | Votos | Concejales | %     | Votos | Concejales |
| Euskal Herria Bildu (EH Bildu)-Bildu                          | 50,63 | 1205  | 7          | 46,62 | 1235  | 5          | 49,17 | 1191  | 6          | 39,86 | 1032  | 5          | —     | —     | —          |
| Euzko Alderdi Jeltzalea-Partido Nacionalista Vasco (EAJ-PNV)  | 46,68 | 1111  | 6          | 51,52 | 1365  | 6          | 47,73 | 1156  | 5          | 47,16 | 1221  | 5          | 55,65 | 1255  | 7          |
| Partido Socialista de Euskadi-Euskadiko Ezkerra (PSE-EE PSOE) | 0,84  | 20    | 0          | 0,64  | 17    | 0          | 0,87  | 21    | 0          | 1,04  | 27    | 0          | 1,69  | 38    | 0          |
| Partido Popular del País Vasco (PP)                           | 0,58  | 14    | 0          | 0,37  | 10    | 0          | 0,78  | 19    | 0          | 1,12  | 29    | 0          | 1,24  | 28    | 0          |
| Aralar                                                        | —     | —     | —          | —     | —     | —          | —     | —     | —          | 9,85  | 255   | 1          | 13,26 | 299   | 1          |
| Eusko Abertzale Ekintza-Acción Nacionalista Vasca (EAE-ANV)   | —     | —     | —          | —     | —     | —          | —     | —     | —          | —     | —     | —          | 27,18 | 613   | 3          |

### Elecciones autonómicas
El 12 de julio de 2020 se celebraron elecciones al Parlamento Vasco. Estos fueron los resultados en Marquina-Jeméin.
| Elecciones autonómicas, 12 de julio de 2020 |       |         |
| Partido                                     | Votos | %       |
| PNV                                         | 1.060 | 48,05 % |
| EH Bildu                                    | 979   | 44,37 % |
| ELKARREKIN PODEMOS                          | 73    | 3,3 %   |
| PSOE                                        | 36    | 1,63 %  |
| EQUO                                        | 22    | 0,99 %  |
| PP+Cs                                       | 21    | 0,95 %  |

## Cultura

### Patrimonio
El patrimonio monumental de este municipio es muy rico. El hecho que por él pase el Camino de Santiago en su ramal de la costa ha hecho que surgieran a lo largo de los tiempos varias construcciones religiosas importantes. También hay buenas construcciones civiles.

#### Monumentos religiosos
- Convento e Iglesia de la Merced, del siglo XVII el convento y del XVIII la iglesia, retablo contemporáneo de 1827 realizado por Alejandro Valdivieso.
- Santa María de la Asunción de Jeméin, del siglo XVI de estilo renacentista es una iglesia tipo salón, con tres naves y bóvedas de crucería. Planta rectangular y cabecera cuadrada. Está considerado de las iglesias más grandes de Vizcaya. El coro y la sacristía son del siglo XVII. El retablo mayor es de estilo manierista. Es Monumento Nacional.
- Cementerio, del siglo XIX (1851), de estilo neoclásico en el que se juntan ingredientes no solo griegos. Proyecto de Mariano de Lascuráin, es un recinto rectangular con pórticos, en los cuales se ubican las sepulturas (que estaban ligadas a cada casa del pueblo) dejando el centro para los panteones. Tiene una capilla que guarda una escultura de Cristo del siglo XVI. Destaca el mausoleo de José María Munibe y Aranguren, XII conde de Peñaflorida. Es Monumento Nacional.Vista del cementerio desde la entrada principalVista de la entrada principal

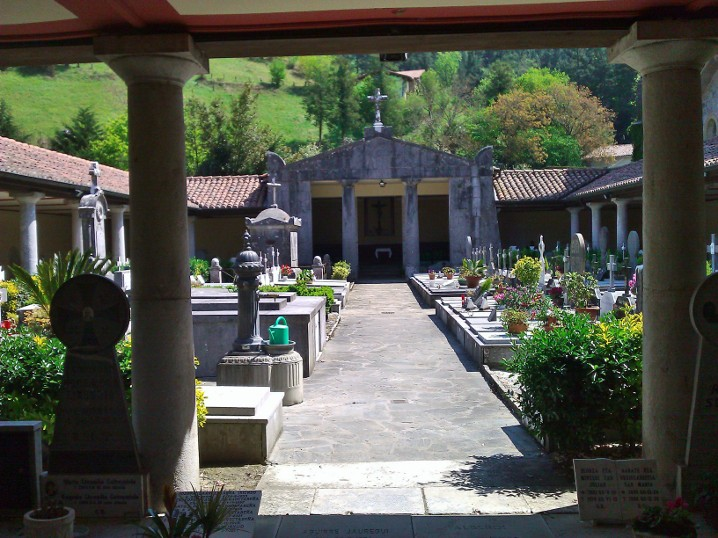
Vista del cementerio desde la entrada principal

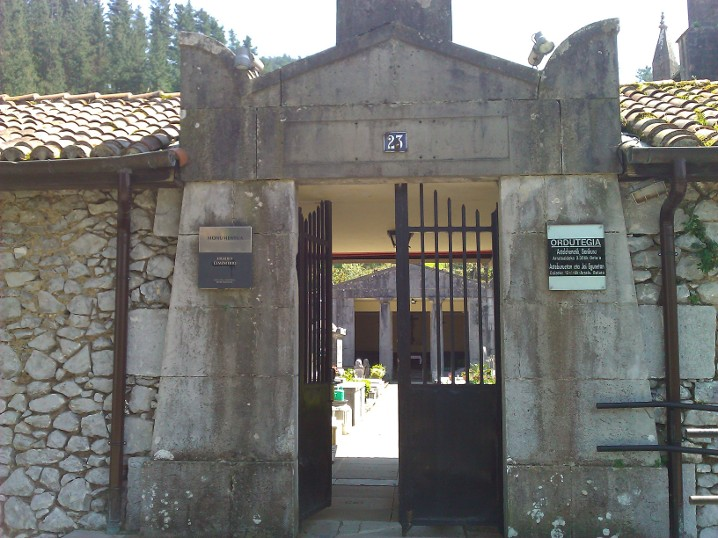
Vista de la entrada principal

- San Miguel de Arretxinaga, del siglo XVII, curiosa construcción hexagonal que rodea un conjunto megalítico, de origen natural, compuesto por tres piedras en las que se ha puesto el altar. La tradición dice que el paso por debajo de estas rocas mantiene la virilidad. Construido en 1734 por José de Lizardi.
- Convento e Iglesia de San José, la casa torre de los condes de Peñaflorida se convirtió en convento y en el jardín se construyó la iglesia.
- Conjunto monumental del Carmen, compuesto por el convento, la iglesia y la fuente, se abre a la plaza en la que actualmente está la casa consistorial. El convento se fundó en 1691 y fue obra de Ignacio Munibe y Axpe, que era entonces abad de la colegiata de Cenarruza. Fue cuartel de los franceses en 1808 y de 1839 a 1869 no residió ninguna orden religiosa en él. La iglesia es del siglo XVIII (se acabó en 1724). En la fachada tiene el escudo de los carmelitas y la figura de la Virgen del Carmen. Los altares son barrocos. Se atribuye el proyecto al arquitecto Fray Marcos de Santa Teresa. Las naves están recubiertas por bóvedas de lunetas, las centrales, y de cupulillas las laterales. La fuente consiste en una columna de mármol gris coronada por un capitel blanco sobre el cual hay una figura del niño Jesús de Praga que se puso en 1923 sustituyendo al tazón original. En cada lado de la columna hay un cartel en mármol blanco con las siguientes leyendas atribuidas a Juan Antonio Moguel:

Carlos Irugarrena
Vizcaico Juan dala
Marquiñaco urrijac
Eguin nau honela
Ugarteco axpeetean
Daucat jatorrija
Ubide zaconetan
Ur au ederra zala
Esanic aitubac
Alan arindu dira
Neque ta castubac

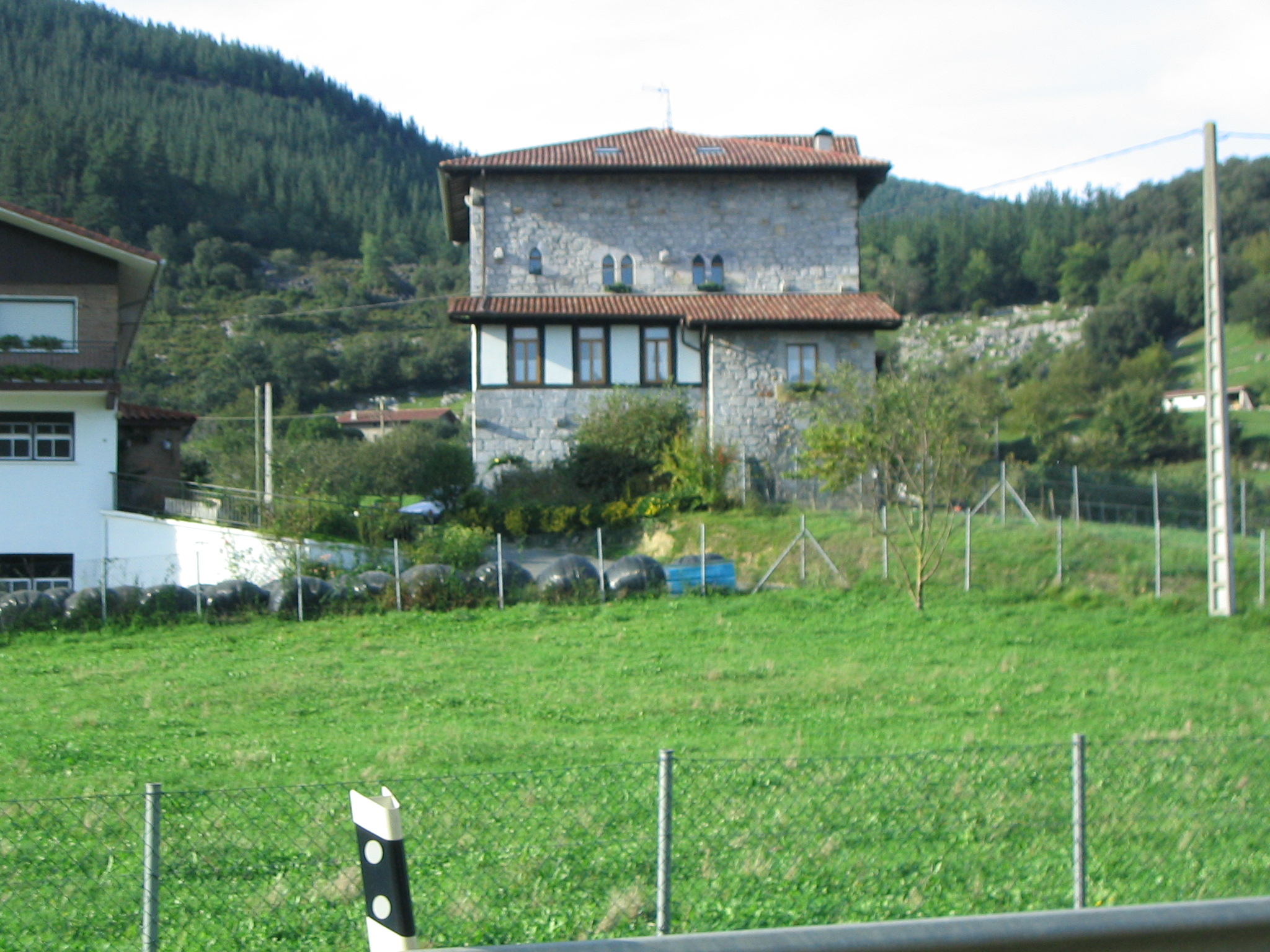
Torre de Ugarte

Y el escudo de Marquina en el cuarto.
- Ermita de Santa Cruz, datada en el siglo XVI, es un humilladero de entrada al pueblo. Tiene una reja barroca y se le conoce con el nombre de eliza txiki (iglesia pequeña).

Hay otras muchas ermitas, casi todas ellas datan del siglo XVI, esparcidas por el territorio municipal. Cada barrio tiene la suya y en torno a ellas se organizaban las cofradías que era las subdivisiones administrativas de las anteiglesias.

#### Monumentos civiles
En la arquitectura civil hay un buen número de edificios reseñables, algunos de ellos tiene restos de las primeras construcciones de origen de la villa.
- Palacio de Solartecua o Palacio de Mugartegui, construido en 1666 por Lucas Longa, es un edificio barroco urbano. Actual casa consistorial, data del siglo XVII y ha conservado dignamente su estructura. Se construyó sobre la muralla medieval de defensa de la villa. Tiene una fachada barroca con grandes balcones de reja de hierro forjado y sendos escudos de armas. Se abre sobre la plaza del Carmen. Casa natal del pintor Luis Echanove.
- Palacio Andonaegi, barroco con un gran escudo de armas en su fachada (el de los Murgas).
- Casa Consistorial, la antigua casa consistorial se sitúa en el interior del casco medieval y tiene un amplio soportal sostenido por columnas barrocas. Obra de los arquitectos Juan Basaybar y Sebastián de Leixerdi se construyó entre los años 1937 al 1647.
- Palacio de Ansotegi, edificio gótico, su fachada tiene dos accesos ojivales y un piso con cuatro parejas de ventanas geminadas.
- Palacio de Murga; el palacio Murga encierra en su interior la torre Bidarte. En el siglo XVII se construyó el edificio del palacio rodeando a la antigua torre. En la fachada está pintado el escudo de armas de la familia.
- Torre Antxia, una casa torre urbana típica de la Edad Media, data de la fundación de la villa y aprovecha un lienzo de la muralla como muro. Con tres alturas y ático tiene dos fachadas muy diferenciadas, la exterior severa y de orientación defensiva en la que se abren algunas saeteras y una latronera, la interior, abierta con arcos renacentistas en la entrada y ventanales ojivales labrados en piedra caliza, constituye un ejemplo de un palacio urbano de la Edad Media vasca.
- Torre de Barroeta; fue reconstruida después del incendio del siglo XVI y ampliada a fines del siglo XVII. Se accede a la planta noble por unas escaleras de piedra, tiene ventanas con asientos en los muros y arcos ojivales geminados. A su lado se levanta la ermita clasicista de Santa Ana y San Joaquín.
- Torre de Ugarte, con una fachada de mampostería en la que se abren aspilleras y vanos apuntalados, es un ejemplo de casa torre típica. Tuvo una ferrería adosada.
- Palacio Patrokua o Villa Gaytán, edificio del siglo XVIII a orillas del río Urko. Vinculado con la familia Barroeta y Gaitán de Ayala. Construido en estilo neoclásico, sufrió una ampliación a finales de los años veinte del siglo XX y una reforma en 1945. En él se ha ubicado el centro educativo Lea Artibai Ikastetxea que pertenece al complejo cooperativista de Mondragón (MCC).

Hay muchos ejemplos arquitectónicos dignos de mención, muchos de ellos rurales, como el hórreo de Barinaga, la casa torre de Ubilla o el caserío de Hormaetxe en Meabe.

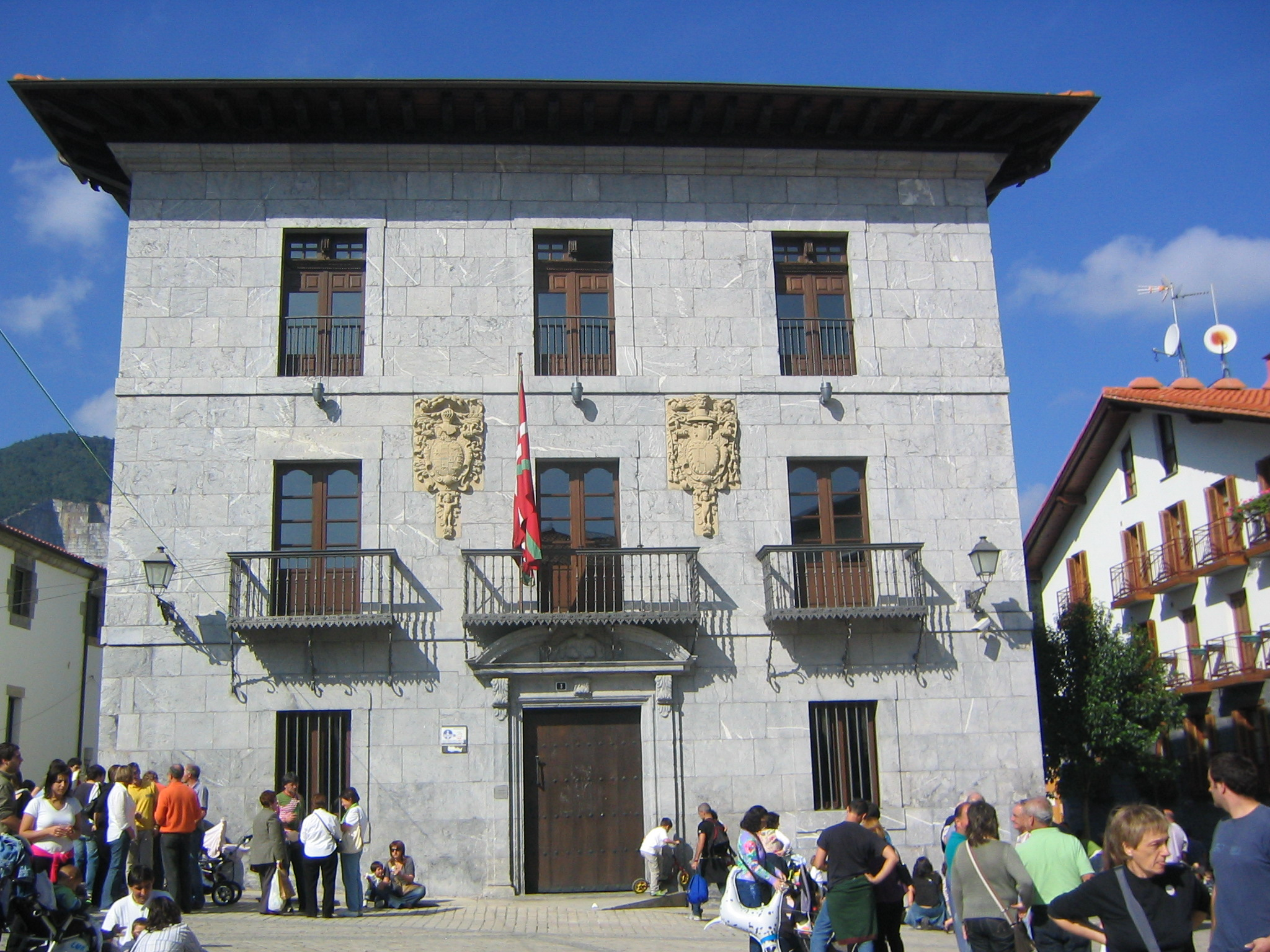
Palacio Solartecua, actual casa consistorial
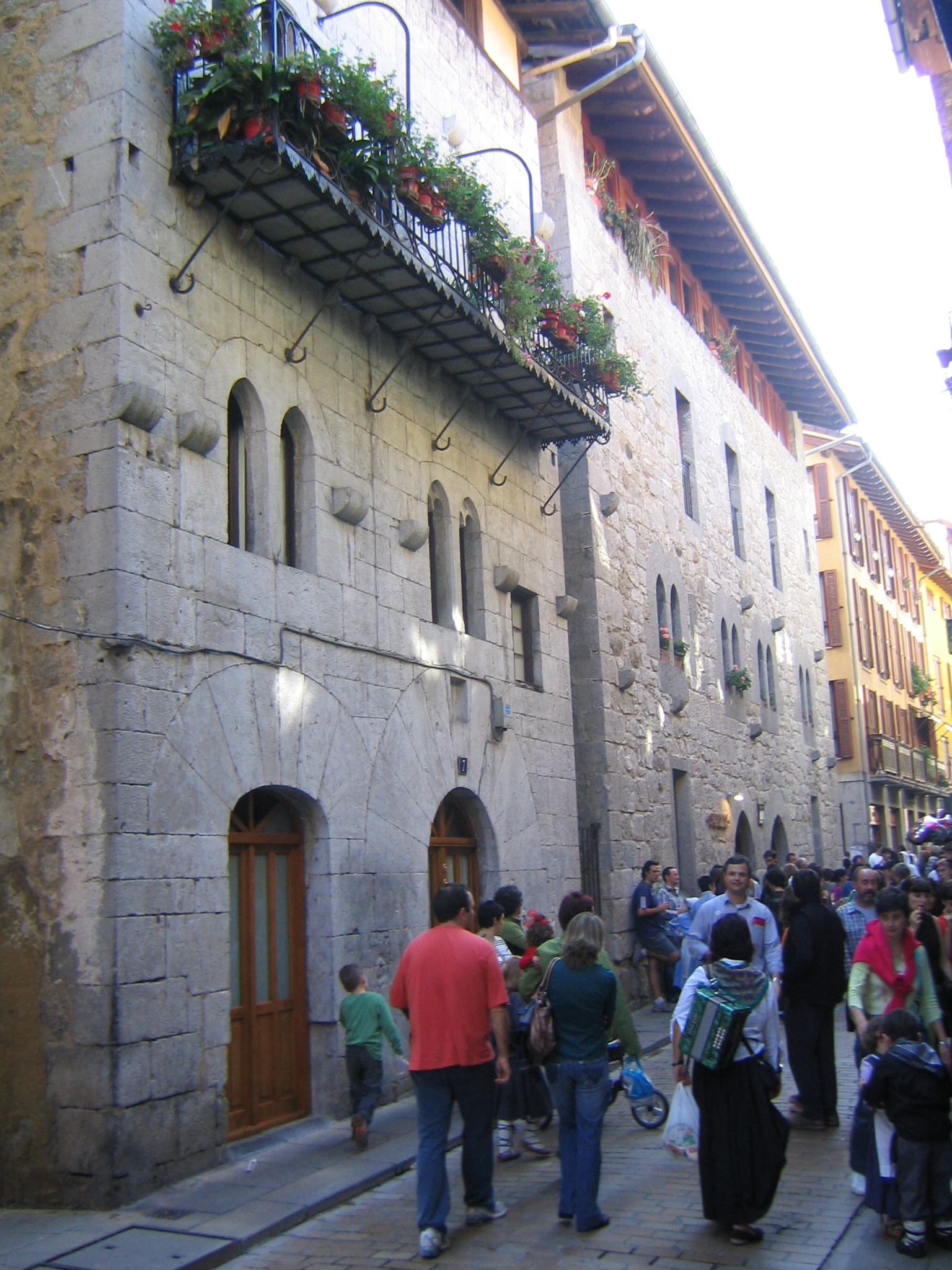
Fachadas principales de torre Antxia y palacio Ansotegi
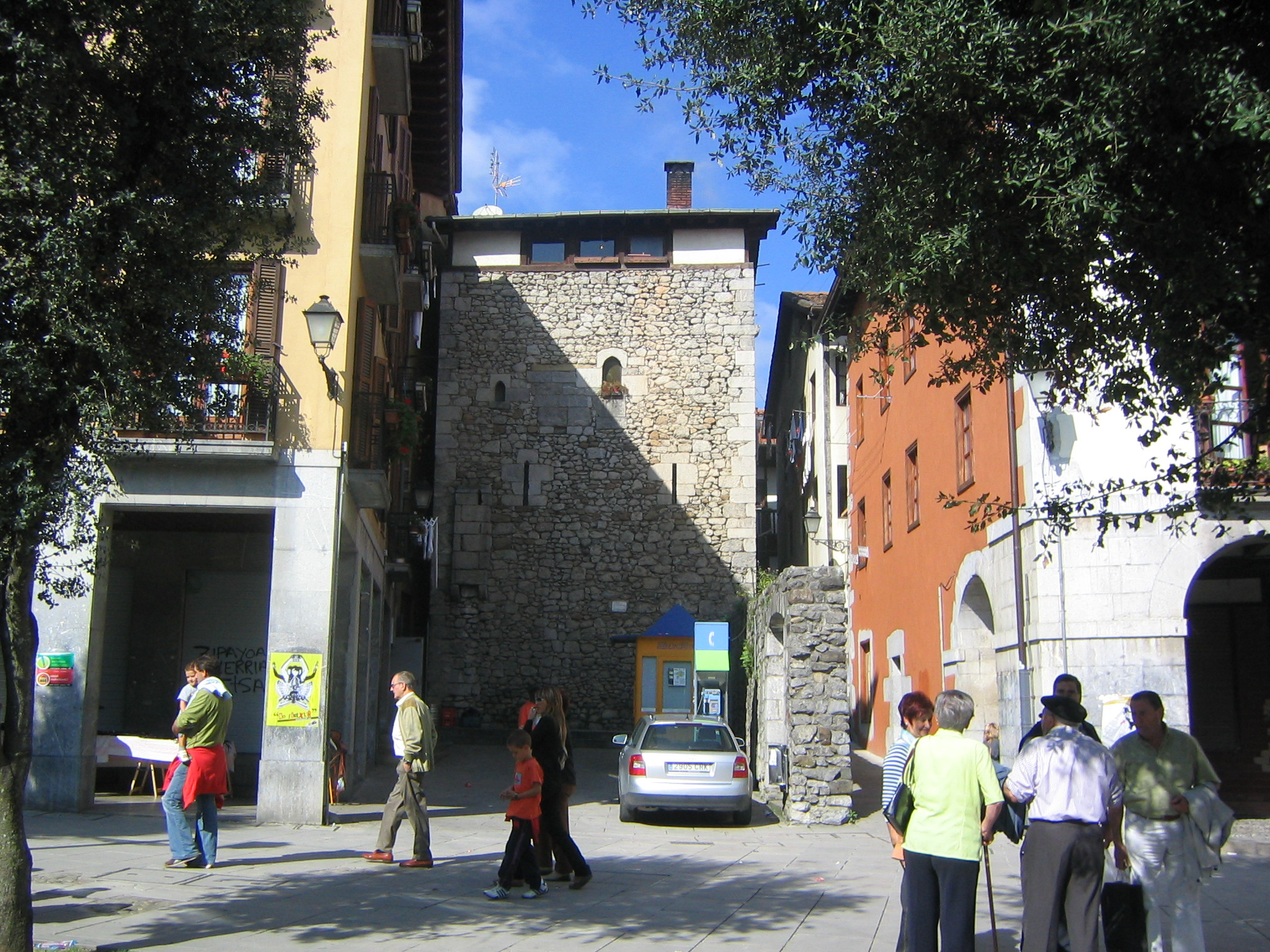
Fachada posterior de torre Antxia
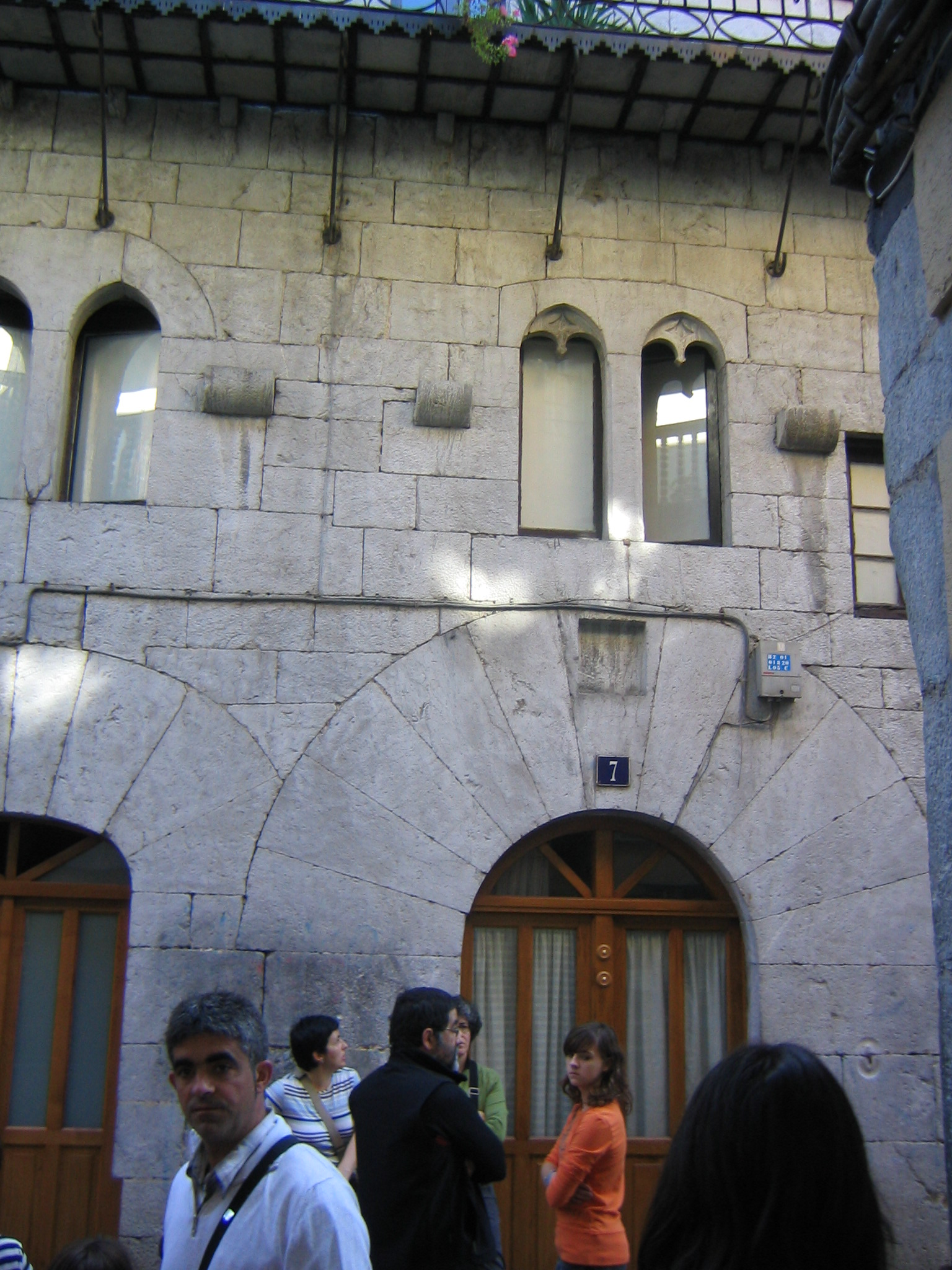
Fachada principal de torre Antxia, detalle
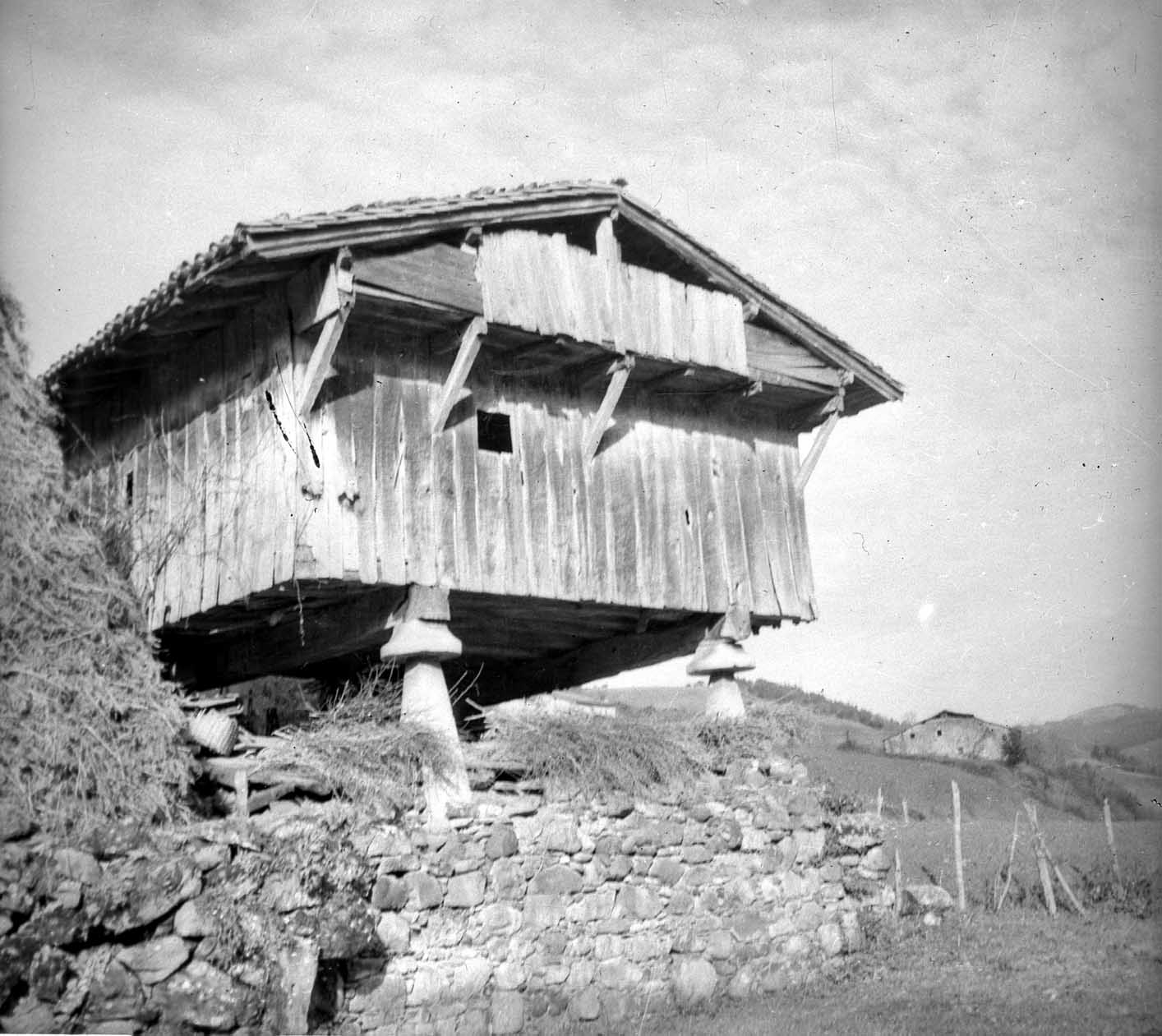
Hórreo de Ibarguren en Barinaga (1954)

### Universidad de la Pelota
Marquina Jeméin ha destacado por ser origen de muchos y muy buenos pelotaris. La mayoría de los pelotaris que juegan, y han jugado, en los frontones de Estados Unidos o Manila son de este municipio. Por ello el frontón municipal es una auténtica joya del saber de este deporte. Es conocido mundialmente como la Universidad de la Pelota.
El primer frontón estaba situado en Beko-Losa, se construyó otro mayor para poder jugar a la variedad de al largo en 1798 y tenía una longitud de 225 pies de largo y 36 de ancho. En 1883 se reformó para que se pudieran jugar las especialidades de chistera y guante y en 1928 se cubrió.
Durante la guerra civil se usó como garaje de las tropas y fue bombardeado. Después de la contienda se recuperó y fue inaugurado el 21 de agosto de 1949. Se amplió en 1964 y de nuevo a finales del siglo XX.

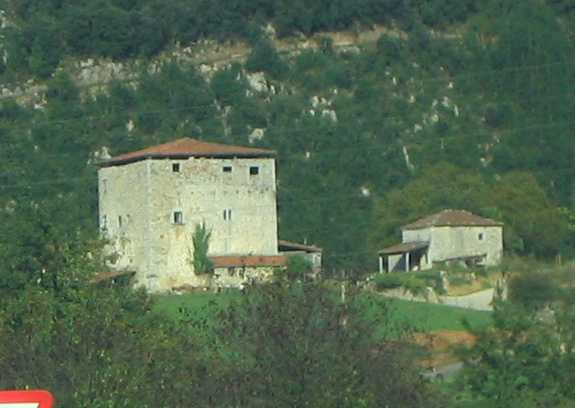
Casa torre Barroeta

### Fiestas
Marquina-Jeméin celebra sus fiesta patronales en honor a la Virgen del Carmen entre el 15 y el 18 de julio. Son conocidas como los cármenes. Cada barrio tiene su fiesta propia que corresponde al santo de la ermita correspondiente. Tenemos por barros las siguientes fiestas:
- Amalloa, San Juan el 24 de junio.
- Barinaga, San Pedro el 29 de junio.
- Iturreta, San Martín el 7 de julio y San Cristóbal el 10.
- Larruskain, San Ignacio de Loyola el 31 de julio.
- Goerria, Santutxu el 1 de agosto.
- Iruzubieta, Nuestra Señora de las Nieves el 5 de agosto.
- Atxondoa, San Jacinto el 17 de agosto y Santa Teresa de Jesús el 15 de octubre.
- Erdotza, Nuestra señora de Erdotza el 8 de septiembre.
- Meabe, San Cosme y San Damian el fin de semana del 26 de septiembre.
- San Miguel de Arretxinaga, San Miguel Arcángel el 29 de septiembre.

Se celebra también el domingo de carnaval y hay feria el segundo sábado de cada mes siendo el de octubre cuando se celebra la feria mayor.